# آستراپ، فالستر
آستراپ، فالستر (به لاتین: Aastrup, Falster) در دانمارک است که در استان شیلند واقع شده‌است.